# 扎瓦拉島
62°28′12″S 60°09′52″W / 62.47000°S 60.16444°W

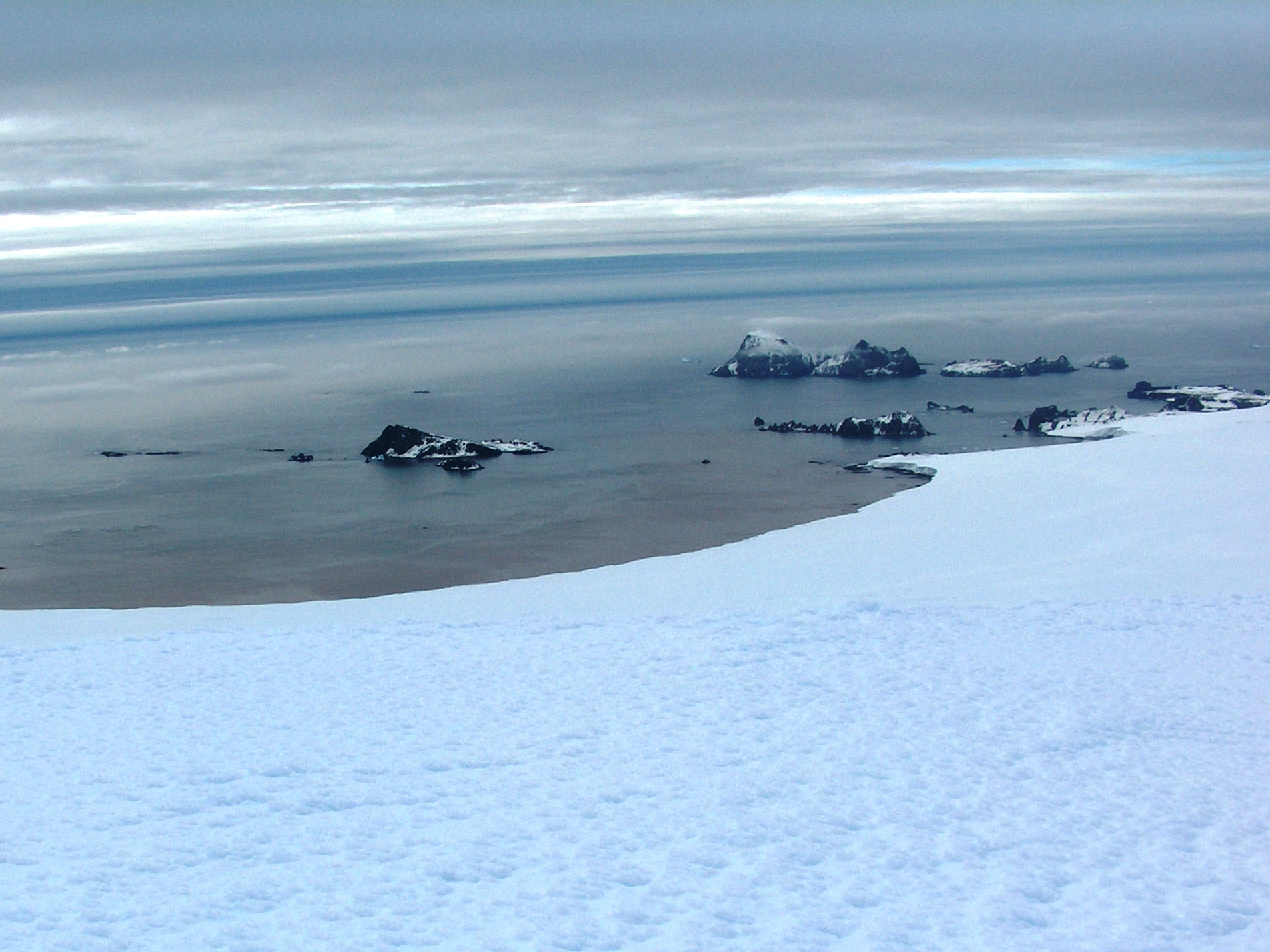

扎瓦拉島（Zavala Island），是南極洲的島嶼，位於南設得蘭群島的利文斯頓島西北面，處於巴爾沙島東北面1.3公里、阿斯皮斯島西南面0.75公里、斯拉布角以北0.8公里和風琴管角以西0.35公里，長0.7公里、寬0.25公里，面積14公頃，屬於鄧巴群島的一部分，長0.7公里、寬0.25公里，以保加利亞西部城鎮命名，現時由南極條約體系管理。